# Orochares
Orochares är ett släkte av skalbaggar som beskrevs av Ernst Gustav Kraatz 1858. Orochares ingår i familjen kortvingar.
Släktet innehåller bara arten Orochares angustatus.